# Автоматизированная система управления
Автоматизированная система управления (сокращённо АСУ) — комплекс аппаратных и программных средств, а также персонала, предназначенный для управления различными процессами в рамках технологического процесса, производства, предприятия. АСУ применяются в различных отраслях промышленности, энергетике, транспорте и т. п. Термин «автоматизированная», в отличие от термина «автоматическая», подчёркивает сохранение за человеком-оператором некоторых функций либо наиболее общего, целеполагающего характера, либо не поддающихся автоматизации. АСУ с Системой поддержки принятия решений (СППР) являются основным инструментом повышения обоснованности управленческих решений.
Важнейшая задача АСУ — повышение эффективности управления объектом на основе роста производительности труда и совершенствования методов планирования процесса управления. Различают автоматизированные системы управления объектами (технологическими процессами — АСУТП, предприятием — АСУП, отраслью — ОАСУ) и функциональные автоматизированные системы, например, проектирование плановых расчётов, материально-технического снабжения и т. д.

## Цели автоматизации управления
В общем случае систему управления можно рассматривать в виде совокупности взаимосвязанных управленческих процессов и объектов.
Обобщенной целью автоматизации управления является повышение эффективности использования потенциальных возможностей объекта управления.
Таким образом, можно выделить ряд целей:
1. Предоставление лицу, принимающему решение (ЛПР), релевантных данных для принятия решений
2. Ускорение выполнения отдельных операций по сбору и обработке данных
3. Снижение количества решений, которые должно принимать ЛПР
4. Повышение уровня контроля и исполнительской дисциплины
5. Повышение оперативности управления
6. Снижение затрат ЛПР на выполнение вспомогательных процессов
7. Повышение степени обоснованности принимаемых решений

## Постановка задач автоматических систем управления
1. Управление стабилизацией или регулированием. Требуется задание требуемого значения регулируемой величины.
2. Программное управление — управление по заданной программе.
3. Оптимальное управление — поддержание на нулевом уровне значения производной от регулируемой величины по дополнительной координате.[1]

## Жизненный цикл АСУ
Стандарт ГОСТ 59793-2021 предусматривает следующие стадии и этапы создания автоматизированной системы:
1. Формирование требований к АС
  1. Обследование объекта и обоснование необходимости создания АС
  2. Формирование требований пользователя к АС
  3. Оформление отчета о выполнении работ и заявки на разработку АС
2. Разработка концепции АС
  1. Изучение объекта
  2. Проведение необходимых научно-исследовательских работ
  3. Разработка вариантов концепции АС и выбор варианта концепции АС, удовлетворяющего требованиям пользователей
  4. Оценка рисков проекта
  5. Оформление отчета о проделанной работе
3. Техническое задание
  1. Разработка и утверждение технического задания на создание АС
4. Эскизный проект
  1. Разработка предварительных проектных решений по системе и её частям
  2. Разработка документации на АС и её части
5. Технический проект
  1. Разработка проектных решений по системе и её частям
  2. Разработка документации на АС и её части
  3. Разработка и оформление документации на поставку изделий для комплектования АС и (или) технических требований (технических заданий) на их разработку
6. Рабочая документация
  1. Разработка рабочей документации на АС и её части
  2. Разработка или адаптация отдельных видов обеспечения АС
7. Ввод в действие
  1. Подготовка объекта автоматизации к вводу АС в действие
  2. Подготовка персонала
  3. Комплектация АС поставляемыми изделиями (программными и техническими средствами, программно-техническими комплексами, информационными изделиями)
  4. Строительно-монтажные работы
  5. Пусконаладочные работы
  6. Проведение предварительных испытаний
  7. Проведение опытной эксплуатации
  8. Проведение приёмочных испытаний[англ.]
8. Сопровождение АС.
  1. Выполнение работ в соответствии с гарантийными обязательствами
  2. Послегарантийное обслуживание

Эскизный, технический проекты и рабочая документация — это последовательное построение все более точных проектных решений. Допускается исключать стадию «Эскизный проект» и отдельные этапы работ на всех стадиях, объединять стадии «Технический проект» и «Рабочая документация» в «Технорабочий проект», параллельно выполнять различные этапы и работы, включать дополнительные.
Данный стандарт не вполне подходит для проведения разработок в настоящее время: многие процессы отражены недостаточно, а некоторые положения устарели.

## Состав АСУ
В состав АСУ входят следующие виды обеспечений: информационное, программное, техническое, организационное, метрологическое, правовое и лингвистическое.

## Основные классификационные признаки
Основными классификационными признаками, определяющими вид АСУ, являются:
- сфера функционирования объекта управления (промышленность, строительство, транспорт, сельское хозяйство, непромышленная сфера и т. д.)
- вид управляемого процесса (технологический, организационный, экономический и т. д.);
- уровень в системе государственного управления, включения управление народным хозяйством в соответствии с действующими схемами управления отраслями (для промышленности: отрасль (министерство), всесоюзное объединение, всесоюзное промышленное объединение, научно-производственное объединение, предприятие (организация), производство, цех, участок, технологический агрегат).

## Функции АСУ
Функции АСУ устанавливают в техническом задании на создание конкретной АСУ на основе анализа целей управления, заданных ресурсов для их достижения, ожидаемого эффекта от автоматизации и в соответствии со стандартами, распространяющимися на данный вид АСУ.
Каждая функция АСУ реализуется совокупностью комплексов задач, отдельных задач и операций.
Функции АСУ в общем случае включают в себя следующие элементы (действия):
- планирование и прогнозирование;
- учет, контроль, анализ;
- координацию и регулирование.

Необходимый состав элементов выбирают в зависимости от вида конкретной АСУ.
Функции АСУ можно объединять в подсистемы по функциональному и другим признакам.

### Функции при формировании управляющих воздействий
- Функции обработки информации (вычислительные функции) — осуществляют учет, контроль, хранение, поиск, отображение, тиражирование, преобразование формы информации;
- Функции обмена (передачи) информации — связаны с доведением выработанных управляющих воздействий до ОУ и обменом информацией с ЛПР;
- Группа функций принятия решения (преобразование содержания информации) — создание новой информации в ходе анализа, прогнозирования или оперативного управления объектом

## Классы структур АСУ
В сфере промышленного производства с позиций управления можно выделить следующие основные классы структур систем управления: децентрализованную, централизованную, централизованную рассредоточенную и иерархическую.

### Децентрализованная структура
Построение системы с такой структурой эффективно при автоматизации технологически независимых объектов управления по материальным, энергетическим, информационным и другим ресурсам. Такая система представляет собой совокупность нескольких независимых систем со своей информационной и алгоритмической базой.
Для выработки управляющего воздействия на каждый объект управления необходима информация о состоянии только этого объекта.

### Централизованная структура
Централизованная структура осуществляет реализацию всех процессов управления объектами в едином органе управления, который осуществляет сбор и обработку информации об управляемых объектах и на основе их анализа в соответствии с критериями системы вырабатывает управляющие сигналы. Появление этого класса структур связано с увеличением числа контролируемых, регулируемых и управляемых параметров и, как правило, с территориальной рассредоточенностью объекта управления.
Достоинствами централизованной структуры являются достаточно простая реализация процессов информационного взаимодействия; принципиальная возможность оптимального управления системой в целом; достаточно легкая коррекция оперативно изменяемых входных параметров; возможность достижения максимальной эксплуатационной эффективности при минимальной избыточности технических средств управления.
Недостатки централизованной структуры следующие: необходимость высокой надежности и производительности технических средств управления для достижения приемлемого качества управления; высокая суммарная протяженность каналов связи при наличии территориальной рассредоточенности объектов управления.

### Централизованная рассредоточенная структура
Основная особенность данной структуры — сохранение принципа централизованного управления, то есть выработка управляющих воздействий на каждый объект управления на основе информации о состояниях всей совокупности объектов управления. Некоторые функциональные устройства системы управления являются общими для всех каналов системы и с помощью коммутаторов подключаются к индивидуальным устройствам канала, образуя замкнутый контур управления.
Алгоритм управления в этом случае состоит из совокупности взаимосвязанных алгоритмов управления объектами, которые реализуются совокупностью взаимно связанных органов управления. В процессе функционирования каждый управляющий орган производит прием и обработку соответствующей информации, а также выдачу управляющих сигналов на подчиненные объекты. Для реализации функций управления каждый локальный орган по мере необходимости вступает в процесс информационного взаимодействия с другими органами управления. Достоинства такой структуры: снижение требований к производительности и надежности каждого центра обработки и управления без ущерба для качества управления; снижение суммарной протяженности каналов связи.
Недостатки системы в следующем: усложнение информационных процессов в системе управления из-за необходимости обмена данными между центрами обработки и управления, а также корректировка хранимой информации; избыточность технических средств, предназначенных для обработки информации; сложность синхронизации процессов обмена информацией.

### Иерархическая структура
С ростом числа задач управления в сложных системах значительно увеличивается объем переработанной информации и повышается сложность алгоритмов управления. В результате осуществлять управление централизованно невозможно, так как имеет место несоответствие между сложностью управляемого объекта и способностью любого управляющего органа получать и перерабатывать информацию.
Кроме того, в таких системах можно выделить следующие группы задач, каждая из которых характеризуется соответствующими требованиями по времени реакции на события, происходящие в управляемом процессе:
- задачи сбора данных с объекта управления и прямого цифрового управления (время реакции — секунды, доли секунды);
- задачи экстремального управления, связанные с расчётами желаемых параметров управляемого процесса и требуемых значений уставок регуляторов, с логическими задачами пуска и остановки агрегатов и др. (время реакции — секунды, минуты);
- задачи оптимизации и адаптивного управления процессами, технико-экономические задачи (время реакции — несколько секунд);
- информационные задачи для административного управления, задачи диспетчеризации и координации в масштабах цеха, предприятия, задачи планирования и др. (время реакции — часы).

Очевидно, что иерархия задач управления приводит к необходимости создания иерархической системы средств управления. Такое разделение, позволяя справиться с информационными трудностями для каждого местного органа управления, порождает необходимость согласования принимаемых этими органами решений, то есть создания над ними нового управляющего органа. На каждом уровне должно быть обеспечено максимальное соответствие характеристик технических средств заданному классу задач.
Кроме того, многие производственные системы имеют собственную иерархию, возникающую под влиянием объективных тенденций научно-технического прогресса, концентрации и специализации производства, способствующих повышению эффективности общественного производства. Чаще всего иерархическая структура объекта управления не совпадает с иерархией системы управления. Следовательно, по мере роста сложности систем выстраивается иерархическая пирамида управления. Управляемые процессы в сложном объекте управления требуют своевременного формирования правильных решений, которые приводили бы к поставленным целям, принимались бы своевременно, были бы взаимно согласованы. Каждое такое решение требует постановки соответствующей задачи управления. Их совокупность образует иерархию задач управления, которая в ряде случаев значительно сложнее иерархии объекта управления.

## Виды АСУ
- Автоматизированная система управления технологическим процессом или АСУТП — решает задачи оперативного управления и контроля техническими объектами в промышленности, энергетике, на транспорте.
- Автоматизированная система управления производством (АСУ П) — решает задачи организации производства, включая основные производственные процессы, входящую и исходящую логистику. Осуществляет краткосрочное планирование выпуска с учётом производственных мощностей, анализ качества продукции, моделирование производственного процесса. Для решения этих задач применяются MIS и MES-системы, а также LIMS-системы.

Примеры:
- Автоматизированная система управления уличным освещением («АСУ УО») — предназначена для организации автоматизации централизованного управления уличным освещением.
- Автоматизированная система управления наружного освещения («АСУНО») — предназначена для организации автоматизации централизованного управления наружным освещением.
- Автоматизированная система управления дорожным движением («АСУ ДД») — предназначена для управления транспортных средств и пешеходных потоков на дорожной сети города или автомагистрали.
- Автоматизированная система управления предприятием («АСУП») — Для решения этих задач применяются MRP,MRP II и ERP-системы. В случае, если предприятием является учебное заведение, применяются системы управления обучением.
- Автоматизированная система управления войсками («АСУВ») — предназначена для организации автоматизации централизованного управления войсками.[4]

Примеры:
- «Система управления гостиницей». Наряду с этим названием употребляется PMS Property Management System
- «Автоматизированная система управления операционным риском» — это программное обеспечение, содержащее комплекс средств, необходимых для решения задач управления операционными рисками предприятий: от сбора данных до предоставления отчетности и построения прогнозов.

## Автоматизированные системы управления (АСУ) в СССР
Ветеран создания и внедрения АСУ Владимир Петрович Исаев в статье, опубликованной в 2009 году в 5-м номере журнала «Открытые системы» и в статье, подчёркивает цитату А.И. Китова: 

«Уже первые результаты, достигнутые с помощью ЭВМ, показали, что возможности ВТ значительно более широки, чем проведение просто сложных и трудоёмких расчётов и простираются значительно дальше в сферу её „неарифметического использования“— А.И. Китов «Электронные цифровые машины». 1956
Появившаяся  в 1956 году книга А.И. Китова "Электронные цифровые машины" - первая в СССР книга по программированию, компьютерам и их применениям - в значительной степени была посвящена вопросам использования ЭВМ в экономике, автоматизации производственных процессов и для решения других интеллектуальных задач.
Ветеран АСУ В.П. Исаев про эту книгу А.И. Китова "Электронные цифровые машины" отмечает: "Я полагаю, что эта теоретическая научная монография и была предтечей отечественных АСУ и фиксирую время этого события — 1956 год. Далее в следующей своей работе „Электронные вычислительные машины“, появившейся в 1958 году в издательстве „Знание“, А. И. Китов подробно излагает перспективы комплексной автоматизации информационной работы и процессов административного управления, включая управление производством и решение экономических задач. Эта концепция (парадигма) и её публичное изложение было в то время актом гражданского мужества, так как в официальных кругах ещё господствовала формулировка „Математика в экономике есть средство апологетики капитализма“. Исходя из вышесказанного на основе своих знаний и более чем 40-летнего опыта участия в разработках ВТ и АСУ, считаю логичным сделать вывод: „Анатолий Иванович Китов является автором понятия и идеологом отечественных АСУ“. Итак, если говорить образно что „в начале было Слово“, то это Слово было сказано А. И. Китовым ровно 50 лет назад. Поэтому, мы вправе сегодня, в декабре 2008 года, говорить о двойном юбилее: 60-летие отечественной ВТ и информатики, а также о 50-летии отечественных АСУ».
Понимание А. И. Китовым колоссальной значимости развития АСУ привело его в 1958 г. к выводу о необходимости автоматизации управления в масштабе всего народного хозяйства страны и её Вооружённых сил на основе Единой Государственной Сети Вычислительных Центров (ЕГСВЦ).  Свой двухсот страничный проект об этом (проект «Красная книга») А.И. Китов осенью 1959 г. послал в ЦК КПСС на имя главы СССР Н.С. Хрущёва. Проект А.И. Китова ЕГСВЦ был прообразом современной сети Интернет. Создание в СССР ЕГСВЦ А.И. Китов считал жизненно необходимым для экономики страны. К сожалению, его проект «Красная книга» не был воспринят высшим руководством СССР.   
АСУ, которые начали в массовом порядке создаваться в стране в конце 1960-х – начале 1970-х годов, требовали иного подхода к программированию, чем научные задачи. Необходимо было снизить трудоемкость разработки программного обеспечения, ускорить отладку программ и упростить обучение программированию большого числа специалистов. А. И. Китов внес свой вклад в решение данной проблемы, возглавив разработку в НИИ автоматической аппаратуры Министерства радиопромышленности СССР процедурного языка программирования высокого уровня АЛГЭМ. Он был предназначен для автоматизации программирования экономических, информационно-логических и управленческих задач. За основу был взят недавно созданный международным сообществом универсальный язык программирования АЛГОЛ-60. Он был дополнен новыми типами данных, которые позволяли обрабатывать не только числовую, но и текстовую информацию, а также группы данных разных типов (структуры в современных языках программирования). Был создан не только язык, как таковой, но и транслятор с этого языка для ЭВМ семейства «Минск-22» и «Минск-32». До создания алгоритмического языка программирования АЛГЭМ, А. И. Китовым в начале 1960-х годов для работы с большими информационными массивами была разработана теория ассоциативного программирования. АЛГЭМ длительное время верой и правдой служил советским программистам, работавшим в области «неарифметического» применения ЭВМ, и использовался в сотнях АСУ различного уровня, внедрявшихся и в промышленности, и в управленческих структурах как в Советском Союзе, так и в странах Восточной Европы. Процесс создания в стране АСУ имел лавинообразный характер. К 1970 году их было уже более 400. А через пять лет эта цифра превысила 4-тысячную отметку. И это, не считая засекреченных АСУ военного ведомства.
С середины 1960-х годов в СССР началось массовое внедрение промышленных АСУ, приведшее практически к созданию индустрии АСУ, неформальным научным руководителем которой до 1982 года был лидер киевских информатиков В. М. Глушков. В стране в каждой промышленной отрасли Правительством СССР были созданы головные НИИ по созданию и внедрению АСУ, действовал Совет Главных конструкторов АСУ. Определённую известность получила новосибирская школа информатиков (СО АН СССР) под руководством Г. И. Марчука. В середине 1960-х годов в СССР активно велись работы по созданию первой в стране Отраслевой автоматизированной системы управления – ОАСУ Министерства радиопромышленности СССР (А. И. Китов — Главный конструктор ОАСУ МРП, В. М. Глушков — Научный руководитель ОАСУ МРП). Эта ОАСУ была признана Правительством Советского Союза в качестве типовой отраслевой АСУ для всех девяти оборонных министерств СССР. В 1970-е годы А.И. Китов был Главным конструктором ОАСУ «Здравоохранение», в рамках которой для автоматизации разработки новых программных комплексов под руководством А.И. Китова был создан алгоритмический язык НОРМИН.
Про вышедшею в 1956 году книгу "Электронные цифровые машины" А.И. Китова В.М. Глушков отмечал: "А. И. Китов – признанный пионер кибернетики, заложивший основы отечественной школы программирования и применения ЭВМ для решения военных и народнохозяйственных задач. Я сам, как и десятки тысяч других специалистов, получил свои начальные компьютерные знания из его книги «Электронные цифровые машины» – первой отечественной книги по ЭВМ и программированию". В том же 1956 г. А.И. Китов (в соавторстве с Н.А. Криницким и П.Н. Комоловым) опубликовал ещё одну книгу - «Элементы программирования (для электронных цифровых машин)».
Основополагающие базовые принципы создания отраслевых и промышленных автоматизированных систем управления (ОАСУ и АСУП) и опыт создания управленческих и экономических информационных систем на базе использования ЭВМ и экономико-математических методов были изложены в монографиях А. И. Китова «Программирование информационно-логических задач» (1967), «Программирование экономических и управленческих задач» (1971) и В. М. Глушкова «Введение в АСУ» (1972) и «Основы безбумажной информатики» (1982).
Активно развивались АСУ в республиках Советского Союза. В первую очередь, на Украине, в Армении, в Азербайджане, в Узбекистане и в других республиках, где трудились в этой области большие коллективы учёных и специалистов. Из украинских информатиков, помимо В. М. Глушкова, следует выделить учёного в области АСУ д.т.н., профессора В. И. Скурихина. В Азербайджане успешно работал над созданием АСУ для нефтяного сектора экономики д.т. н., профессор, член-корреспондент АН Азербайджана С. К. Керимов (ученик А. И. Китова). В Белоруссии это доктор экономических наук, профессор, член-корреспондент Национальной академии наук Белоруссии Н. И. Ведута (1913—1998). В 1962—1967 гг. в должности директора Центрального научно-исследовательского института технического управления (ЦНИИТУ), являясь также членом коллегии Министерства приборостроения СССР, он руководил внедрением ряда первых в стране АСУП на машиностроительных предприятиях Минприбора.